# José Ulisses de Oliveira
José Ulísses de Oliveira (Santo Antônio do Monte, 14 de janeiro de 1939) é um político brasileiro. Exerceu o mandato de deputado federal constituinte em 1988. Foi membro da Comissão Executiva Regional da agremiação e deputado federal. É filho do comerciante José Maria de Oliveira e de Rosa Miranda de Oliveira. E seu tio materno também teve carreira política, Otacílio Oliveira de Miranda foi vice-prefeito e prefeito de Santo Antônio do Monte (1966 e 1972) e deputado estadual em Minas Gerais (1979-1991).

## Formação
Concluiu os estudos secundários na Escola Nossa Senhora de Fátima, em Santo Antônio do Monte (MG). Em 1980, formou-se bacharel em direito pela Universidade Católica de Belo Horizonte e, posteriormente, em arte dramática pelo Teatro Universitário da Universidade Federal de Minas Gerais (UFMG).

## Carreira
Começou a carreira como comerciário em Santo Antônio do Monte. Mais tarde, mudou-se para Belo Horizonte e iniciou o trabalho no Banco da Lavoura de Minas Gerais S.A. Posteriormente, volta para sua cidade natal, onde tornou-se diretor adjunto da usina siderúrgica Santo Antônio. Em 1963 tornou-se proprietário de uma corretora de valores. Entre 1976 e 1977 foi membro da Comissão de Mercado Imobiliário da Associação Comercial de Belo Horizonte. Foi filiado ao Movimento Democrático Brasileiro (MDB), partido de oposição ao regime político-militar instaurado no país em abril de 1964.
1979 - Filia-se ao Partido Popular (PP), liderado por Tancredo Neves, e que mais tarde, seria incorporado ao PMDB. No mesmo ano, torna-se membro da Comissão Regional da agremiação;
1982 - É eleito deputado federal pelo PMDB;
1984 - Vota a favor da emenda Dante de Oliveira na Câmara dos Deputados, que propunha eleições diretas para presidente da República;
1985 - Com a insuficiência de votos para enviar a emenda para o Senado, um Colégio Eleitoral é convocado para escolher um novo presidente da República. Ulisses votou em Tancredo Neves-José Sarney, que foram vitoriosos;
1986 a 1990 - É eleito deputado federal constituinte, onde participou como relator da Subcomissão da Questão Urbana e Transporte da Comissão da Ordem Econômica;
1990 - Filia-se ao Partido das Reformas Sociais (PRS) e tenta reeleger-se, mas não obtém vitória;
1991 - Retorna ao Legislativo no lugar do deputado Roberto Brant;
1992 - Vota a favor do Impeachment do presidente Fernando Collor de Melo;
1993 - Filia-se ao Partido Trabalhista Brasileiro (PTB);
1994 - Torna-se suplente, após o deputado José Resende reassumir o mandato na Câmara. Meses depois assume, efetivamente, como deputado, após o falecimento de José Aldo. Mas, no mesmo ano, licencia-se do mandato para chefiar uma secretaria do governo de Hélio Garcia (1991 - 1994);
1995 - No fim do mandato de Hélio Garcia, volta à Câmara. Mas, no mesmo dia de sua volta, 1 de janeiro, pede licença para ocupar uma secretaria na gestão do governador Eduardo Azeredo (1995-1998)
2007 a 2009 - Passa a presidir o sindicato dos Bancários do Estado do Piauí (SEEBF/PI).

## Na Assembleia Constituinte
Entre as votações mais importantes da Assembleia Constituinte.
Foi a favor de: mandado de segurança coletivo; da jornada semanal de 40 horas; do turno ininterrupto de seis horas; da soberania popular; da nacionalização do subsolo; do limite de 12% ao ano para os juros reais; da anistia aos micro e pequenos empresários e do mandato de cinco anos para o presidente José Sarney.
Foi contra a: a pena de morte; a limitação do direito de propriedade privada; a remuneração 50% superior para o trabalho extra; a unicidade sindical; o voto aos 16 anos; o presidencialismo; a legalização do jogo do bicho e a desapropriação da propriedade produtiva.
Absteve-se em: votar o aborto.

## Família
Teve dois filhos com sua esposa Maria Olívia de Castro e Oliveira, que foi deputada estadual entre os anos de 1999 a 2006, pelo Partido da Social Democracia Brasileira (PSDB). Um de seus filhos, Tiago Ulisses de Castro e Oliveira também foi deputado estadual de 2007 a 2011 pelo Partido Verde (PV).